# Serie A1 (volleybal)
De Serie A1 of voluit Lega Pallavolo Serie A1 is de hoogste nationale klasse in het volleybal in Italië. In de competitie strijden twaalf dames- en veertien herenteams om het landskampioenschap. 

## Competitieopzet Serie A
De twee hoogste volleybalcompetities in Italië zijn zowel bij de mannen als de vrouwen nationaal. In 1946 werd vlak na de oprichting van de Italiaanse Volleybalbond (FIPAV), de Serie A opgericht. In 1977 werd de Serie A gesplitst in de Serie A1 het hoogste niveau in Italië en de Serie A2 als het op een na hoogste niveau. Onder de Serie A bevindt zich de Serie B waar in verschillende regionale competities wordt gestreden.
Sinds 1982 bestaat het seizoen uit twee delen. 
- Reguliere Competitie: hierin worden de clubs bepaald die mogen gaan strijden in de playoffs
- Playoff: Competitie waarin de landskampioen wordt bepaald

## Competitieopzet Seizoen 2010/2011
Vanaf het seizoen 2010/2011 komen er bij de heren 14 teams uit in de Serie A1. Hiertoe degradeerden twee teams in het voorafgaande seizoen naar de Serie A2, en promoveerde er slechts één team uit dezelfde competitie.